# Saint-M'Hervé
Saint-M'Hervé é uma comuna francesa na região administrativa da Bretanha, no departamento Ille-et-Vilaine. Estende-se por uma área de 29,33 km². Em 2010 a comuna tinha 1 386 habitantes (densidade: 47,3 hab./km²).